# Деревья умирают стоя
Деревья умирают стоя (Los árboles mueren de pie) — пьеса испанского драматурга Алехандро Касоны, опубликованная в 1949 году и относящаяся к современной испанской литературе. Перевод на русский язык выполнен Натальей Трауберг в 1959 году. 

## Контекст
Премьера состоялась 1 апреля 1949 года в Театре Атенео в Буэнос-Айресе. В основу пьесы может быть положена задача «сеять иллюзию», согласно собственным словам автора, вложенным в уста главного героя — Маурисьо:
«Разве вы сомневаетесь, что сеять волнение или иллюзии — такое же достойное занятие, как сеять хлеб?»
В свою очередь, это высказывание высвечивает одну из особенностей творчества автора, ставшей главной мишенью для критиков: его изменчивое видение реальности.
Впервые поставленная в Испании 18 декабря 1963 года в мадридском Театре изящных искусств, пьеса считается одной из бесспорных удач автора после его обращения к драматургии с «Сиреной на суше» (La sirena varada, 1934).

## Сюжет
У сеньора Бальбоа есть жестокий и бессердечный внук Маурисьо, которого однажды ему пришлось выгнать из дома, что стало большим потрясением для бабушки Эухении — супруги сеньора Бальбоа. Чтобы поддержать свою жену, сеньор Бальбоа начинает писать письма от имени внука, согласно которым тот встал на путь исправления, делает большие успехи и, кроме того, женился. 
Вдруг приходит настоящее письмо от внука, в котором тот сообщает, что собирается вернуться домой (нуждаясь в деньгах). Однако корабль, на котором он планирует вернуться, тонет. Тогда Бальбоа нанимает директора агентства «Добрых дел», воплощающего в реальность мечты клиентов, а также симпатичную девушку Изабеллу, предлагая им притвориться своим внуком и его счастливой «женой».
Неожиданно объявляется настоящий внук, который не погиб, как считалось ранее, и остался по-прежнему таким же негодяем. Он соглашается не разоблачать Маурисьо и Изабеллу перед бабушкой в обмен на вознаграждение. Тем временем бабушка узнаёт об обмане, но продолжает подыгрывать «внукам» в благодарность за счастливые дни, проведённые вместе и, в конечном счёте, с той же целью, с которой Маурисьо, Изабелла и сеньор Бальбоа решились на эту подмену, — ради воплощения Мечты.

## Персонажи
Список персонажей пьесы и актёров на премьерах в Аргентине и Испании соответственно:
- Главные герои:
  - Изабелла или Марта-Изабелла: Луиза Вехил и Лола Кардона.
  - Бабушка Эухения: Амалия Санчес Ариньо и Милагрос Леаль.
  - Директор/Маурисьо: Эстебан Серрадор и Луис Прендес.
  - Сеньор Бальбоа: Франсиско Лопес Сильва и Франсиско Пьерра.
- Второстепенные персонажи: Элена (секретарша), Амелия (машинистка), Хеновева (наперсница и подруга бабушки), Фелиса (горничная) и Другой (настоящий внук).
- Эпизодические персонажи: пастор (он же норвежец), фокусник, нищий, охотник.

## Некоторые постановки на русском языке

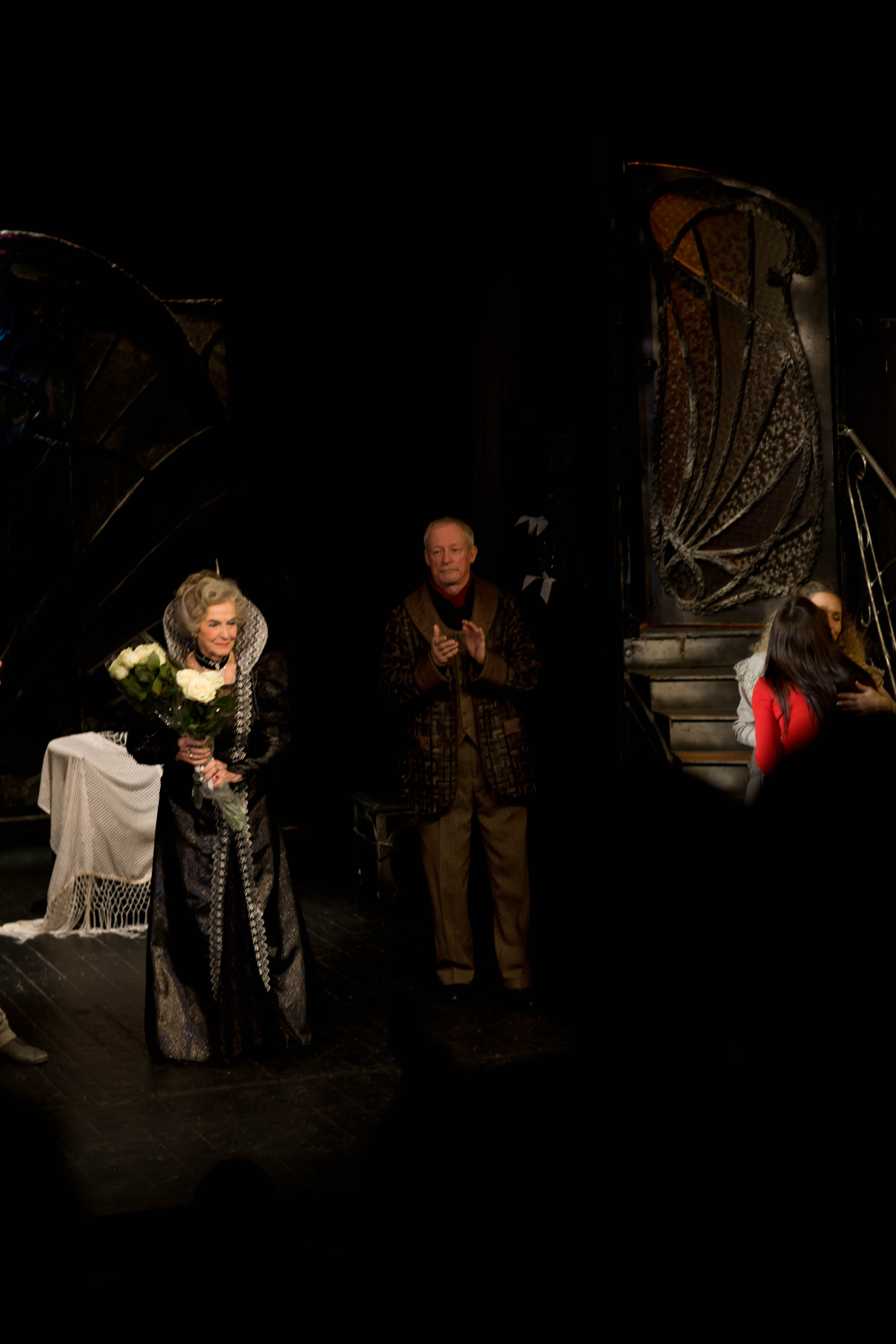
Татьяна Пилецкая в образе бабушки Эухении на сцене «Балтийского дома», 2019

- 1950-е годы — Гродненский областной русский драматический театр
- Чувашский государственный академический драматический театр имени К. В. Иванова
- Тюменский драматический театр
- 1957 — постановка Мкртчяна в Армянском театре имени Сундукяна
- 1958 — постановка в Московском театре им. А. С. Пушкина, в главной роли — Фаина Раневская
- 1986 — постановка А. В. Бурдонского в Центральном академическом театре Российской армии, в главной роли — Нина Сазонова
- постановка Ю. П. Киселёва в Саратовском ТЮЗе
- 2001 — Российский государственный академический театр драмы им. А. С. Пушкина (Александринский театр), режиссёр: В.Голуб, в главной роли — Галина Карелина
- 2003 — Национальный академический театр русской драмы имени Леси Украинки, режиссёр: Ирина Барковская, в главной роли — Валерия Заклунная
- 2006 — Красноярский драматический театр имени А. С. Пушкина, спектакль-бенефис народной артистки России Екатерины Мокиенко
- 2012 — Театр «Балтийский дом» в Санкт-Петербурге, режиссёр-постановщик: Александр Белинский[2], в главной роли — Татьяна Пилецкая
- 2014 — Николаевский художественный академический русский драматический театр, режиссёр-постановщик: Василий Цимбал
- 2016 — Нижнетагильский драматический театр
- 2016 — Московский театр на Малой Бронной, режиссёр Юрий Иоффе
- 2016 — Московский областной театр драмы и комедии, город Ногинск
- 2022 — Рязанский театр «Переход» (РГУ имени С. А. Есенина) имени Геннадия Кириллова
- 2022 — "Свободное Пространство", Орловский государственный театр для детей и молодежи
- 2024 — Самарский театр «Место действия»